# L (маршрут метро, Нью-Йорк)
L 14th Street — Canarsie Local — маршрут Нью-Йоркского метрополитена, проходящий в Манхэттене и Бруклине. Маршрут проходит по линии Канарси, Би-эм-ти. На картах, станциях, вагонах и т. д. он обозначается светло-серым цветом, поскольку проходит по линии Канарси.
Маршрут L работает круглосуточно. Поезда следуют от станции Восьмая авеню в Манхэттене до станции Канарси — Рокавей-Паркуэй в Бруклине.

## Маршрут
Используемые пути в зависимости от дня недели и времени суток
| От станции включительно | До станции включительно   | Круглосуточно  |
| ----------------------- | ------------------------- | -------------- |
| Восьмая авеню           | Канарси — Рокавей-Паркуэй | локальные пути |

Схема маршрута
| Условные обозначения |
| для дней и часов работы маршрутов (более точно указано во всплывающих подсказках при этих обозначениях): |
| --- |
| круглосуточно круглосуточно, кроме ночи круглосуточно, кроме будней днём (либо часов пик) в пиковом направлении в будни днём (и, возможно, вечером) в будни круглосуточно в часы пик в будни днём (либо в часы пик) в пиковом направлении в будни днём (либо в часы пик) в направлении, обратном пиковому в выходные ночью ночью и в выходные (и, возможно, вечером) нет движения поездов |

|  |

| A — круглосуточно · A — круглосуточно · C — круглосуточно, кроме ночи · C — круглосуточно, кроме ночи · E — круглосуточно · E — круглосуточно | 14-я улица |

|  |
|  |
|  |

| 1 — круглосуточно · 1 — круглосуточно · 2 — круглосуточно · 2 — круглосуточно · 3 — круглосуточно, кроме ночи · 3 — круглосуточно, кроме ночи                                     | 14-я улица |
| F — круглосуточно · F — круглосуточно · <F> — в часы пик в пиковом направлении · <F> — в часы пик в пиковом направлении · M — в будни днём и вечером · M — в будни днём и вечером | 14-я улица |
| 14-я улица (PATH)[англ.] |            |

|  |
|  |
|  |

| 4 — круглосуточно · 4 — круглосуточно · 5 — круглосуточно, кроме ночи · 5 — круглосуточно, кроме ночи · 6 — круглосуточно · 6 — круглосуточно · <6> — в будни днём в пиковом направлении · <6> — в будни днём в пиковом направлении | 14-я улица — Юнион-сквер |
| N — круглосуточно · N — круглосуточно · Q — круглосуточно · Q — круглосуточно · R — круглосуточно, кроме ночи · R — круглосуточно, кроме ночи · W — в будни днём и вечером до 23:00 · W — в будни днём и вечером до 23:00           | 14-я улица — Юнион-сквер |

|  |

|  |

|  |

|  |

| G — круглосуточно · G — круглосуточно | Метрополитан-авеню |

|  |

|  |

|  |

|  |

|  |

|  |

|  |

| M — круглосуточно · M — круглосуточно | Мертл-авеню — Уайкофф-авеню |

|  |

|  |

|  |

|  |
|  |
|  |

| A — круглосуточно · A — круглосуточно · C — круглосуточно, кроме ночи · C — круглосуточно, кроме ночи               | Бродвей-Джанкшен |
| J — круглосуточно · J — круглосуточно · Z — в часы пик в пиковом направлении · Z — в часы пик в пиковом направлении | Бродвей-Джанкшен |

|  |

| Ист-Нью-Йорк (LIRR)[англ.] |

|  |

|  |

| 2 — часть рейсов в часы пик в пиковом направлении · 2 — часть рейсов в часы пик в пиковом направлении · 3 — круглосуточно, кроме ночи · 3 — круглосуточно, кроме ночи · 4 — ночью, а также часть рейсов в часы пик в пиковом направлении · 4 — ночью, а также часть рейсов в часы пик в пиковом направлении | Джуниус-стрит |

|  |

|  |

|  |